# Võ Danh Hải
Tiến sĩ Võ Danh Hải (sinh ngày 15 tháng 5 năm 1972 tại Lệ Thủy, Quảng Bình) là một võ sư người Việt Nam. Hiện ông đảm nhiệm vai trò Phó Chủ tịch Hiệp hội Võ thuật Thế giới (World Martial Arts Union - WoMAU).

## Tiểu sử
Xuất thân từ vùng đất Lệ Thủy, Quảng Bình, năm 18 tuổi ông Võ Danh Hải đã chọn ngành Ngữ Văn tại Đại học Tổng hợp Thành phố Hồ Chí Minh để khởi đầu sự nghiệp ở thành phố mang tên Bác. Mặc dù có năng khiếu ở "nghề văn" nhưng cơ duyên lại đưa đẩy để ông dấn thân vào và nổi tiếng nhờ "nghiệp võ".
Từ những năm 1990, ông đã đảm nhiệm vai trò HLV Vovinam quận Phú Nhuận (TP.HCM) và sau này là HLV trưởng của Bộ môn Vovinam Quân đội ở tuổi 26. Vào thời điểm đó, Võ Danh Hải không chỉ được biết đến với vai trò là 1 người thầy trẻ, năng nổ, giàu nhiệt huyết, tận tâm với nghề, giỏi chuyên môn, mà còn là một vị HLV "tân thời", luôn tìm tòi và cập nhật cho môn sinh những kiến thức võ thuật và thể thao mới mẻ.
Ông đảm nhiệm cương vị Tổng thư ký Liên đoàn Vovinam Việt Nam trong giai đoạn 2007-2012, và Tổng thư ký Liên đoàn Vovinam Thế giới trong giai đoạn 2008-2016.
Ngày 31 tháng 8 năm 2011, ông trúng cử vị trí Phó Chủ tịch Hiệp hội Võ thuật Thế giới (World Martial Arts Union - WoMAU).
Ngày 20 tháng 8 năm 2015, ông tái đắc cử vị trí Phó Chủ tịch cho WoMAU lần thứ 2.
Tháng 3 năm 2019, ông là đại diện duy nhất của thể thao góp mặt tại Diễn đàn Người Việt có tầm ảnh hưởng (VGLF). Tại đây, Tiến sĩ Võ Danh Hải đã chia sẻ những kinh nghiệm của mình trong suốt hơn 2 thập kỷ quảng bá hình ảnh của võ thuật Việt Nam ra thế giới.
Tiến sĩ Võ Danh Hải hiện còn là cố vấn cao cấp của nhiều liên đoàn võ thuật tại Việt Nam như Liên đoàn Taekwondo Việt Nam, Liên đoàn quyền Anh Việt Nam, Liên đoàn Võ thuật Quân đội... Ông cũng là thành viên Hội đồng Khoa học Khoa Khoa học Thể thao của Trường Đại học Tôn Đức Thắng, TP.HCM.

## Những đóng góp cho võ thuật
Trong nhiều năm hoạt động với ngành thể thao nói chung và võ thuật nói riêng, Tiến sĩ Võ Danh Hải luôn trăn trở về việc võ thuật chưa được đánh giá cao trong bối cảnh xã hội, chưa có một sự quan tâm xứng tầm với sự quan trọng vốn có của nó, đặc biệt là giữa một dân tộc nổi tiếng với tinh thần thượng võ.
Xa hơn nữa, ông cũng luôn rằng võ thuật là một "thương hiệu" thực sự của hình ảnh người Việt, một khía cạnh mà ít người nhìn thấy hay quan tâm đến. Võ thuật mang theo hình ảnh văn hóa Việt Nam, mang theo bản lĩnh con người Việt Nam và cũng chính là nền móng của một dân tộc hùng mạnh cả trong thể chất lẫn tinh thần.
Cũng với tư duy đó, Tiến sĩ Võ Danh Hải đã dành hơn 20 năm hoạt động để góp phần quảng bá văn hoá Việt Nam thông qua môn võ thuật truyền thống Vovinam với số lượng môn sinh hàng triệu người trải hơn 70 quốc gia trên toàn thế giới.
Ông đã có nhiều đóng góp trong việc giới thiệu, quảng bá và thuyết phục để Hội đồng thể thao châu Á (OCA) đồng ý đưa Vovinam vào chương trình thi đấu chính thức của Đại hội Thể thao châu Á trong nhà ASIAN Indoor Games III (2009), SEA Games 26 tại Indonesia và 27 tại Myanmar.
Tháng 4/2016, ông tổ chức thành công Liên hoan Võ thuật Quốc tế lần đầu tiên tại Việt Nam, một Festival đầu tiên mang ý nghĩa lớn trong việc đưa hình ảnh võ thuật Việt Nam đến với bạn bè thế giới.